# Artania
Die Artania ist ein Kreuzfahrtschiff, das seit Mai 2011 für den deutschen Reiseveranstalter Phoenix Reisen aus Bonn im Einsatz ist. Die Artania ist eines der wenigen größeren Kreuzfahrtschiffe ohne Innenkabinen für Passagiere. Die Artania wurde 1984 als Royal Princess für P&O Princess Cruises in Dienst gestellt und fuhr nach einem Transfer zur Schwestermarke P&O Cruises von 2005 bis 2011 als Artemis für diese.

## Geschichte
Das Schiff entstand zwischen 1983 und 1984 auf der Wärtsilä-Werft in Helsinki und lief am 18. Februar 1984 als Royal Princess für P&O Princess Cruises vom Stapel. Nach der Übergabe am 30. Oktober 1984 wurde sie am 15. November 1984 von Prinzessin Diana in Southampton getauft. 2005 übernahm die britische Reederei P&O Cruises das Schiff und brachte es nach Umbau- und Modernisierungsarbeiten auf der Lloyd-Werft in Bremerhaven als Artemis in Fahrt. Ende April 2011 wurde die Artemis an den neuen Eigner Artania GmbH, eine Tochtergesellschaft von V.Ships, verkauft und in einer vierwöchigen Umbauphase, die wiederum auf der Lloyd-Werft stattfand, modernisiert und überholt. Am 28. Mai 2011 wurde das Schiff am Hamburg Cruise Center auf den Namen Artania getauft und in Charter für Phoenix Reisen in Fahrt gebracht. Taufpatin war Maggy Pfingsten-Brohm, eine langjährige Mitarbeiterin des Reiseveranstalters. Bereedert wird das Schiff von BSM Cruise Services in Hamburg.
Ende September 2014 wurde die Artania auf der Lloyd-Werft in Bremerhaven eingedockt, um bis zum 9. Dezember 2014 umfangreich modernisiert und renoviert zu werden. Im Mittelpunkt der Arbeiten stand die Erneuerung der Maschinenanlage. Darüber hinaus wurden das gesamte Süßwassersystem erneuert, Renovierungsarbeiten in Restaurants und anderen öffentlichen Bereichen durchgeführt, sanitäre Anlagen ausgetauscht, 10.621 m² Teppich ausgetauscht und 2448 energiesparende Leuchten eingebaut sowie die 156 Kabinen auf den Decks 6 und 7 mit Balkonen ausgestattet. Mitte Dezember 2014 ging das Schiff wieder in Fahrt.
Ursprünglich fuhr die Artania mit Heimathafen Hamilton unter britischer Flagge. Am 26. Oktober 2016 wurde sie während eines Aufenthalts im Hafen von Praia umgeflaggt und fährt seither – wie die übrige Phoenix-Flotte – unter der Flagge der Bahamas.
2020 erkrankten an Bord mehrere Personen an COVID-19, daraufhin wurde das Schiff für zwei Wochen in Fremantle unter Quarantäne gestellt. 23 Gäste und 13 Besatzungsmitglieder wurden in örtliche Krankenhäuser gebracht, zwei Gäste und ein Crewmitglied starben in Folge der Infektion. Mitte April konnte das Schiff Fremantle verlassen und machte sich auf den Weg nach Deutschland. Die meisten Passagiere verließen das Schiff, acht verblieben jedoch an Bord in Richtung Deutschland, wo das Schiff am 8. Juni 2020 anlegte. Die Artania war damit das letzte noch aktive Kreuzfahrtschiff weltweit während der COVID-19-Pandemie.

## Maschinenanlage und Antrieb

### Ursprüngliche Ausstattung
Die dieselmechanische Maschinenanlage der Artania bestand ursprünglich aus vier Sechszylinder-Viertakt-Dieselmotoren des S.E.M.T.-Pielstick-Typs PC4-2, die von Wärtsilä in Lizenz gebaut wurden. Sie wirkten jeweils paarweise über Getriebe und Wellenanlage auf die beiden Verstellpropeller. Jeder Motor hatte ein Gewicht von 153 Tonnen und einen Hubraum von 950 Liter. Die Leistung betrug 5.800 kW bei einer Drehzahl von 400/min. Darüber hinaus verfügt das Schiff über zwei Hilfsdieselmotoren des Typs Wärtsilä 6R22 mit einer Gesamtleistung von 5.960 kW, ein Paar Stabilisatoren sowie zwei Bugstrahlruder.

### Maschinenanlage nach Erneuerung 2014
Im Rahmen eines Trockendock-Aufenthalts in der Lloyd-Werft in Bremerhaven wurden im Oktober 2014 die Pielstick-Motoren durch vier neue 12-Zylinder-Dieselmotoren der Baureihe Wärtsilä 32 ersetzt. Der Hubraum der neuen Motoren beträgt 386 Liter, die Zylinderleistung wird mit 580 kW angegeben, was einer Gesamtleistung von 6.960 kW pro Motor entspricht. Um deren Nenndrehzahl von 750/min an Wellenanlage und Propeller anzupassen, waren außerdem vier neue Zwischengetriebe zwischen den vorhandenen Getrieben und den neuen Hauptmotoren notwendig. Darüber hinaus erhielt das Schiff einen neuen 8-Zylinder-Hilfsdiesel der gleichen Baureihe und neue Schalldämpfer.

## Medien
Der Bayerische Rundfunk drehte mit einer Filmcrew der Bewegte Zeiten Filmproduktion auf der Artania die Folgen 81 (Staffel 4) bis 329 (Staffel 8) der TV-Doku-Serie Verrückt nach Meer für die ARD. In der Serie wird das Schiff aber nicht mit seinem eigentlichen Namen, sondern stets als Grand Lady bezeichnet. Zur Folge 330 (Staffel 8) kehrte die Filmcrew zur Albatros zurück, mit der die Dokumentation 2009 in die ersten drei Staffeln gestartet war.

## Bilder

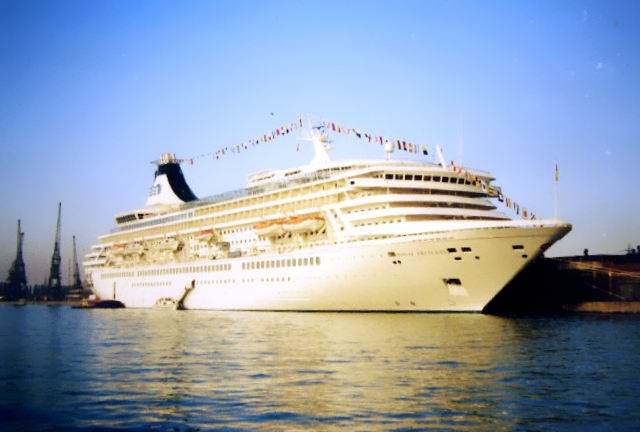
Als Royal Princess vor ihrer Jungfernfahrt in Southampton (1984)
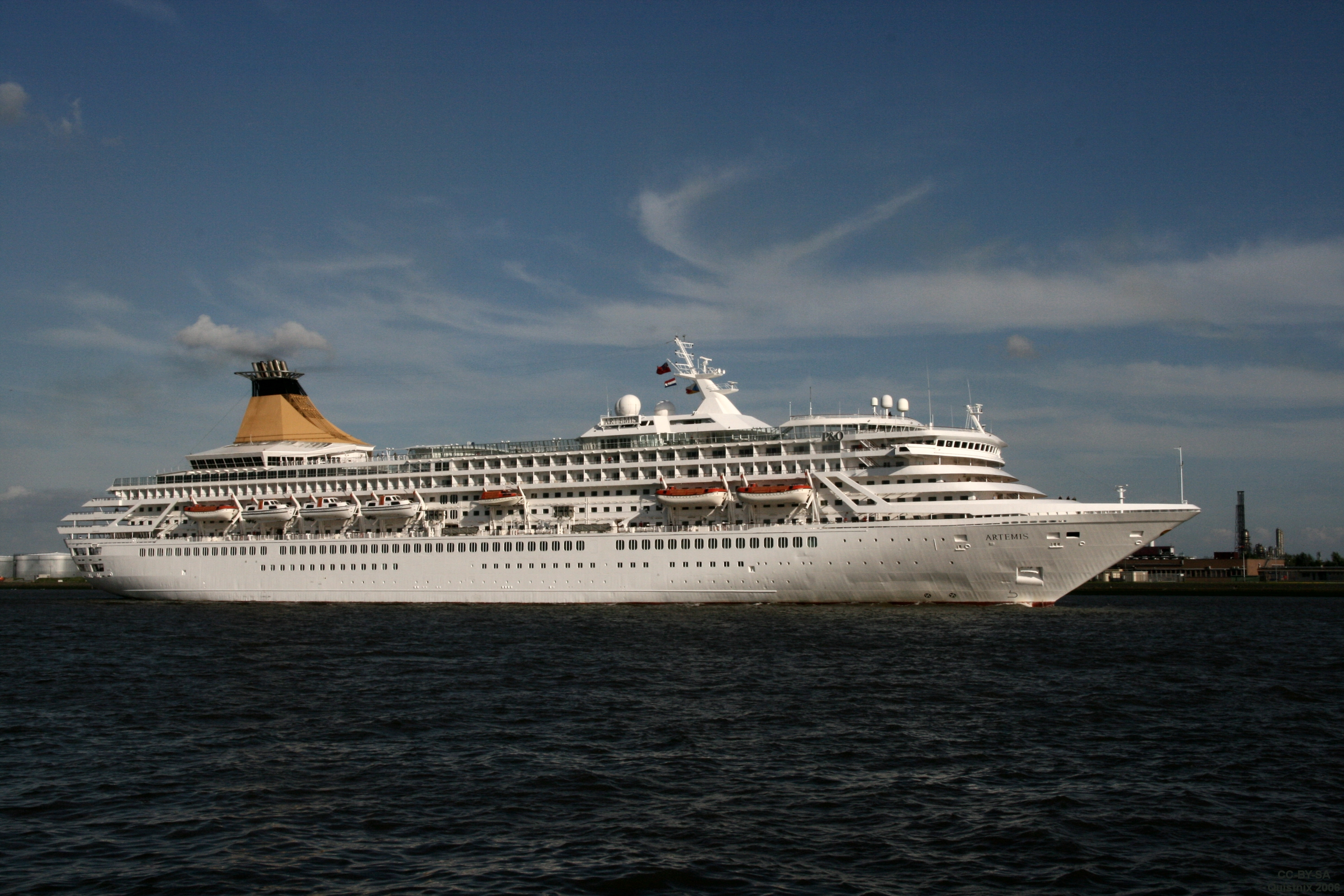
Als Artemis in der Nähe von Vlaardingen (2007)
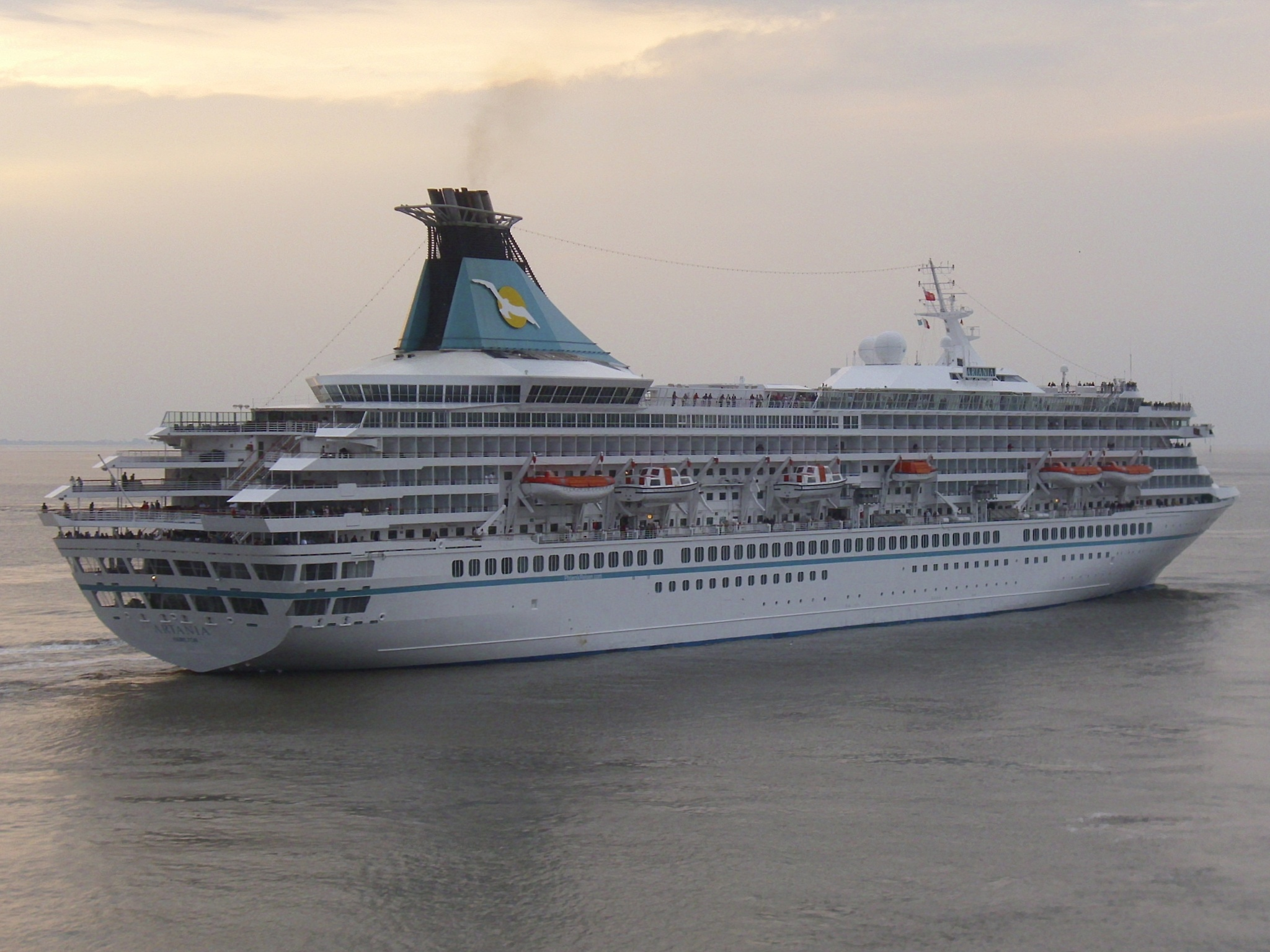
Heckansicht der Artania
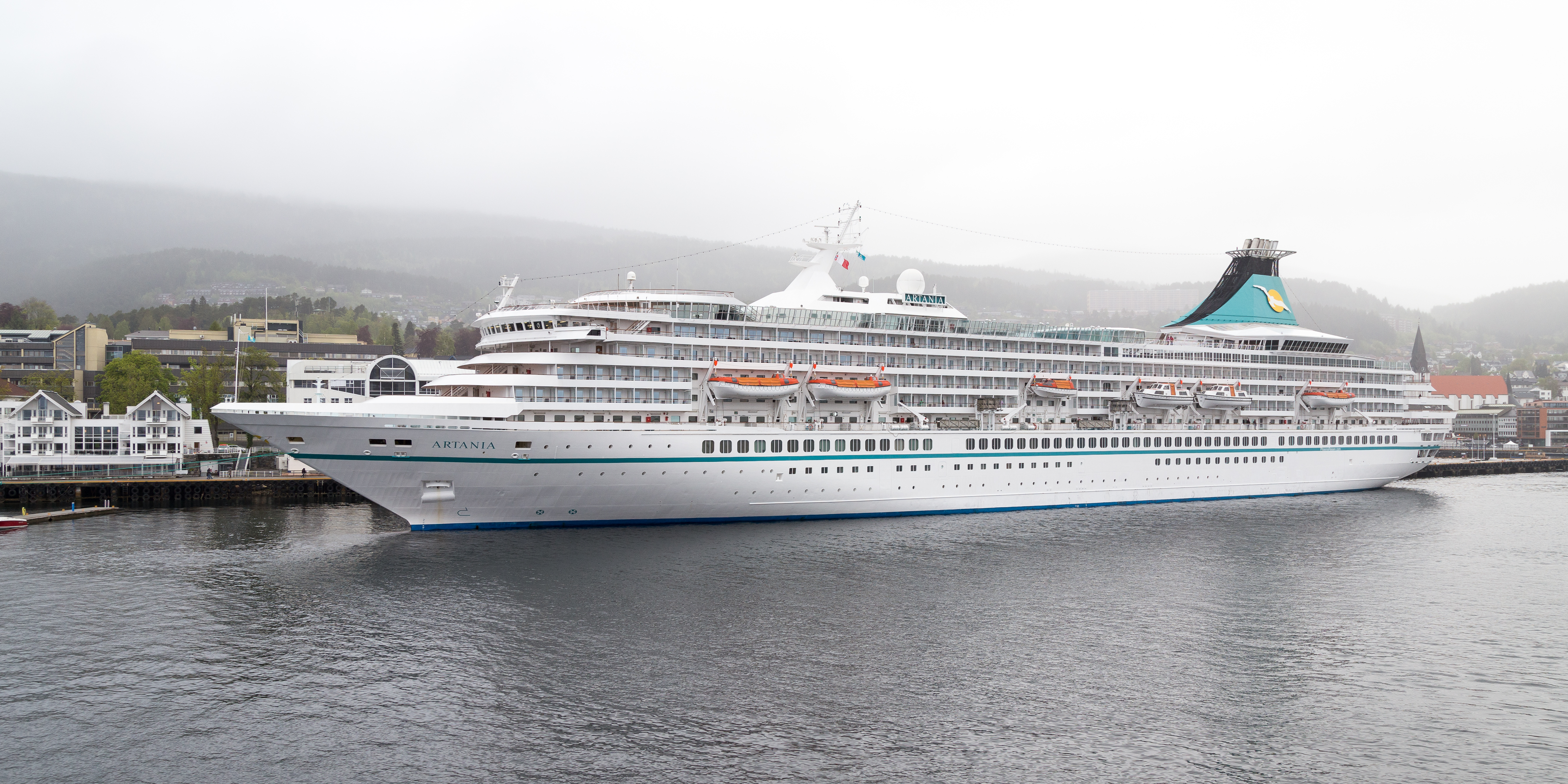
Artania in Molde, Norwegen
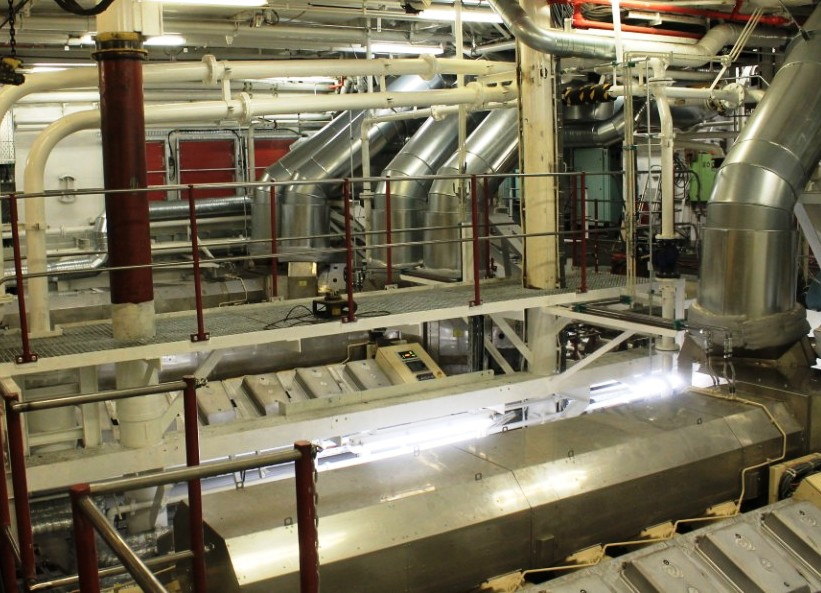
Blick auf die neue Motorenanlage der Artania (Dezember 2014)